# Microserica sandakana
Microserica sandakana är en skalbaggsart som beskrevs av Moser 1921. Microserica sandakana ingår i släktet Microserica och familjen Melolonthidae. Inga underarter finns listade i Catalogue of Life.